# Kiotói iskola
Kiotói iskola (京都学派, Kyōto-gakuha) a neve egy a XX. század elején Kiotóban kialakult filozófiai irányzatnak Japánban, melynek központja a Kiotói Egyetemen volt. Ez az irányzat magába olvasztotta a nyugati filozófiai és vallási nézeteket és erkölcsi belátásokat az észak-ázsiai kulturális hagyományban egyedülálló módon. Ám úgyis le szokták írni, mint különböző tudományágakból érkező háború utáni tudósok közösségét, akik egyazon egyetemen tanítottak és akiket a kiotói filozófiai iskola alapító gondolkodói inspiráltak. 
Szellemi atyjának az akkor a kiotói egyetemen tanító Nisida Kitaró (1870–1945) professzort tartják. Körülötte alakult ki az iskola 1914–1920 között. Az iskola alatt nem egy meghatározott, szisztematikus tant értünk, amelyet követői képviselnek, hanem egy intellektuális közeget, melynek központja a kiotói egyetem volt. A kiotói iskola ugyan a nyugati filozófiai hagyomány terminológiáját használja, ám teljességgel egyedi témáival elkülönül mind a nyugati, mind a japán hagyományoktól. Sokszor buddhista eszmékre és tapasztalati alapvetésekre hivatkozik, így egyedülálló ázsiai-japán filozófiát hoz létre. Középpontban leginkább az emberre és a világra vonatkozó kérdések állnak. Nagy hírnévnek örvend vallásfilozófiája, bár ez csak egy az iskolában tárgyalt témák közül. 

## Történet és tagok
A kiotói iskola nevet először 1932-ben Nisida egyik diákja, Toszaka Dzsun használta, aki önmagát az iskola marxista bal szárnyának nevezte. Később a média és más tudományos intézmények Japánon kívül szintén elkezdték használni ezt a megnevezést és 1970-re az egész világon
ismertté vált. 
Abe Maszao írja Nisida művének angol fordításának bevezetőjében, hogy ha valaki a kanti vagy hegeli eszmékre gondol, akkor nincsen olyan, hogy japán filozófia. Ám, ha Szent Ágostonra vagy Kierkegaardra gondolunk, akkor Japán gazdag filozófiatörténettel rendelkezik, olyan nagy gondolkodókkal, mint Kúkai (a singon japán elterjesztője), Sinran (dzsódó sinsu), Dógen (szótó) és mások. A kiotói iskola tagjai sokszor elég különböző szociális háttérrel rendelkeztek, és  a vita hevében olykor nem haboztak kritizálni egymás munkáját. Van azonban néhány tulajdonság, ami általában jellemezte az iskola tagjait:
- tanítottak a Kiotói Egyetemen vagy annak valamely tagintézményében
- a filozófiai alapot mindenkinél Nisida abszolút semmi/üresség fogalma képezte
- jellemezte őket a kritikus elhatároltság a világ nyugati-metafizikus felfogásától
- ambivalens hozzáállás a modernitás nyugati formájával szemben
- Nisida által bevezetett filozófia terminológia használata

Bár a csoport nem alkotott nagyon szoros és zárt kört, azt állíthatjuk, hogy a szellemi középpontjában mindig a Kiotói Egyetem modern filozófia tanszékének vezetője állt. Ez 1913–1928-ig Nisida volt, akit az 1930-as évek közepén egyik diákja, Hadzsime Tanabe követett. 1955 és 1963 között Nisitani Keidzsi volt a tanszékvezetői cím birtokosa, aki 1937 és 1939 között Freiburgban hallgatta Martin Heidegger felolvasásait és szemináriumait. Nisitani leköszönése után az iskola még lazább csoporttá esett szét. 
Rjószuke Óhasi így határozza meg az iskola tagjainak generációit:
- első nemzedék: Nisida Kitaró, Tanabe Hadzsime
- második nemzedék: Hiszamacu Sinicsi, Nisitani Keidzsi, Kószaka Maszaaki, Simomura Torataró, Kójama Ivaó, Szuzuki Sigetaka
- harmadik nemzedék: Takeucsi Josinori, Cudzsimura Kóicsi, Ueda Sizuteru

Bret W. Davis szerint a negyedik nemzedék tagjai: Abe Maszaó, Óhasi Rjószuke, Hasze Sótó, Horió Cutomu, Ómine Akira, Fudzsita Maszakatcu, Mori Tecuró, Kavamure Eikó, Macumura Hideó, Nakaoka Narifumi, Okada Kacuaki és Keta Maszakó.
A csoporttal összefüggésben meg kell még említenünk D.T. Szuzuki rósit is, aki Nisida régi barátja volt, és akinek Amerikában sokat köszönhetünk a zen buddhizmus terjesztéséért.

## Témák
Az iskola legtöbb tagja erősen kötődött a buddhista tanításokhoz, bár a legtöbb tagot befolyásolta a német filozófiai hagyomány, különösképp Kant, Hegel, Nietzsche és Heidegger gondolatai is. Bár munkásságukat nem jellemezhetjük egyértelműen vallásosként, a vallásosság mégis áthatotta azt. Tanabe és Keidzsi Nisitani például mind a ketten írtak a kereszténység és a buddhizmus közös elemeiről. Emiatt néhány tudós az iskola szellemi termékeit „vallásos filozófiaként” aposztrofálta.

## Az abszolút semmi
A nyugati filozófiai hagyomány legelső kérdései, a létezésre irányultak. Arisztotelész számára a lét lényege a szubsztancia, és legmagasabb rendű létezőként a mozdulatlan mozgatót határozta meg. Míg ebben a Heidegger által Ontoteológiának nevezett eljárásban a kérdés a Lét körül forog („Mi a Lét?”), addig a kiotói iskola a semmire irányuló kérdést helyezte a középpontba („Mi a semmi?”). A nyugaton létrejött ontológia keleti megfelelőjeként így a meontológiát (gr. meon; Nem-létező) határozhatjuk meg. 
A meontológia a semmi fogalma alatt nem a létezés ellentétét érti, hanem abszolút értelemben beszél róla (絶対無, zettai mu; „abszolút semmi“). Heidegger „Mi a metafizika?” című tanulmányában a Semmiről úgy beszél, mint a Lét egyfajta szükségszerű és azzal egyenrangú velejárójáról, amely minden megjelenő létezőnek előfeltétele. Tehát Lét nincsen Nem-lét (Semmi) nélkül, és fordítva. 
Erre a gondolatra utalva mondja Tanabe, hogy a filozófia az a tudományág, amely a Semminek kell, hogy szentelje magát: minden más tudományág a Létezőkkel (objektumokkal, tárgyakkal) foglalkozik, míg a filozófia fő témája a Semmi. 
Nisitani kutatásaiban foglalkozott a Semmi fogalmának nyugati értelmezéseivel is, elsősorban Eckhart Mester, Heidegger és Nietzsche művei alapján. Kutatásai legfőképp arra irányultak, hogy a nyugati értelmezésben a Semmi fogalma nem abszolút, hanem relatív (a Lét ellentettje). Így hát az abszolút semmi fogalmának gyökereit inkább a keleti hagyományban kell keresnünk. Nisida végül egészen addig merészkedik, hogy azt állítja: a nyugati kultúra a valóság alapjának a Létezést tekinti, míg a keleti a Semmit, a Nem-létet. 
Abbani igyekezetében, hogy az Abszolút Semmi fogalmának filozófiai értelmezést adjon, a kiotói iskola a mahájána buddhizmus üresség-tanítására (súnjatá, 空, kū) és a taoizmus és zen-buddhizmus által szívesen használt Wu (無, mu) fogalmára támaszkodik. A kiotói iskola értelmezése a súnjatával kapcsolatban szoros összefüggésben van a korai buddhizmus egyik központi tanításával, az éntelenséggel. Az éntelenség azt jelenti, hogy mivel minden létező kölcsönös függésben van egymástól, nem létezhet semmilyen független és önmagában álló Én. Éppen ezért az Abszolút Semmiről sem beszélhetünk úgy mint a világtól független fogalomról. A Szív-szútrában is megjelenik az üresség és a létezés egymásba fonódó kettőse: „A forma nem különbözik az ürességtől, az üresség nem különbözik a formától.” 

## Kritika
Bár a kiotói iskola gondolkodói a modernitás nyugati formáját elutasították, másfelől viszont belátták annak elkerülhetetlenségét. Leginkább úgy álltak hozzá, mint valami olyan folyamathoz, amit egyszerűen csak „túl kell vészelni”. Erre példaként egyesek azt hozták fel, hogy a japán nemzet milyen különleges szerepet töltött be a világtörténelemben. Mivel ezt többek között második világháborús példákkal támasztottak alá, és igenlően álltak hozzá az imperialista császársághoz is, ez iskola hosszú ideig támadó kritikáknak volt kitéve. 

## Utóélet
Az iskola fontossága még ma is kiemelkedő, és az amerikai vallás- és filozófiatudományban egyre népszerűbb. Az 1980-as évek közepe óta nő az érdeklődés Kelet és Nyugat párbeszéde iránt, különösképp vallási téren. Abe Maszao például bejárta az egyetemi tanszékeket az Egyesült Államok mindkét partján, a buddhizmus és a kereszténység kapcsolatáról szóló előadásával. 

## Fordítás
Ez a szócikk részben vagy egészben  a   Kyoto School című angol Wikipédia-szócikk ezen változatának fordításán alapul.  Az eredeti cikk szerkesztőit annak laptörténete sorolja fel. Ez a jelzés csupán a megfogalmazás eredetét és a szerzői jogokat jelzi, nem szolgál a cikkben szereplő információk forrásmegjelöléseként.
Ez a szócikk részben vagy egészben  a   Kyōto-Schule című német Wikipédia-szócikk ezen változatának fordításán alapul.  Az eredeti cikk szerkesztőit annak laptörténete sorolja fel. Ez a jelzés csupán a megfogalmazás eredetét és a szerzői jogokat jelzi, nem szolgál a cikkben szereplő információk forrásmegjelöléseként.